# Argyrophis oatesii
Argyrophis oatesii är en ormart som beskrevs av Boulenger 1890. Argyrophis oatesii ingår i släktet Argyrophis och familjen maskormar. Inga underarter finns listade i Catalogue of Life.
Denna orm förekommer endemisk på ön Table som ingår i Coco Islands som tillhör Myanmar. På ön finns en fyr som är urdrift och ingen befolkning. Argyrophis oatesii gräver i lövskiktet och i det översta jordlagret. Honor lägger antagligen ägg.
Det är inget känt om populationens storlek och möjliga hot. IUCN kategoriserar arten globalt som otillräckligt studerad.